# Jüdische Gemeinde Fénétrange

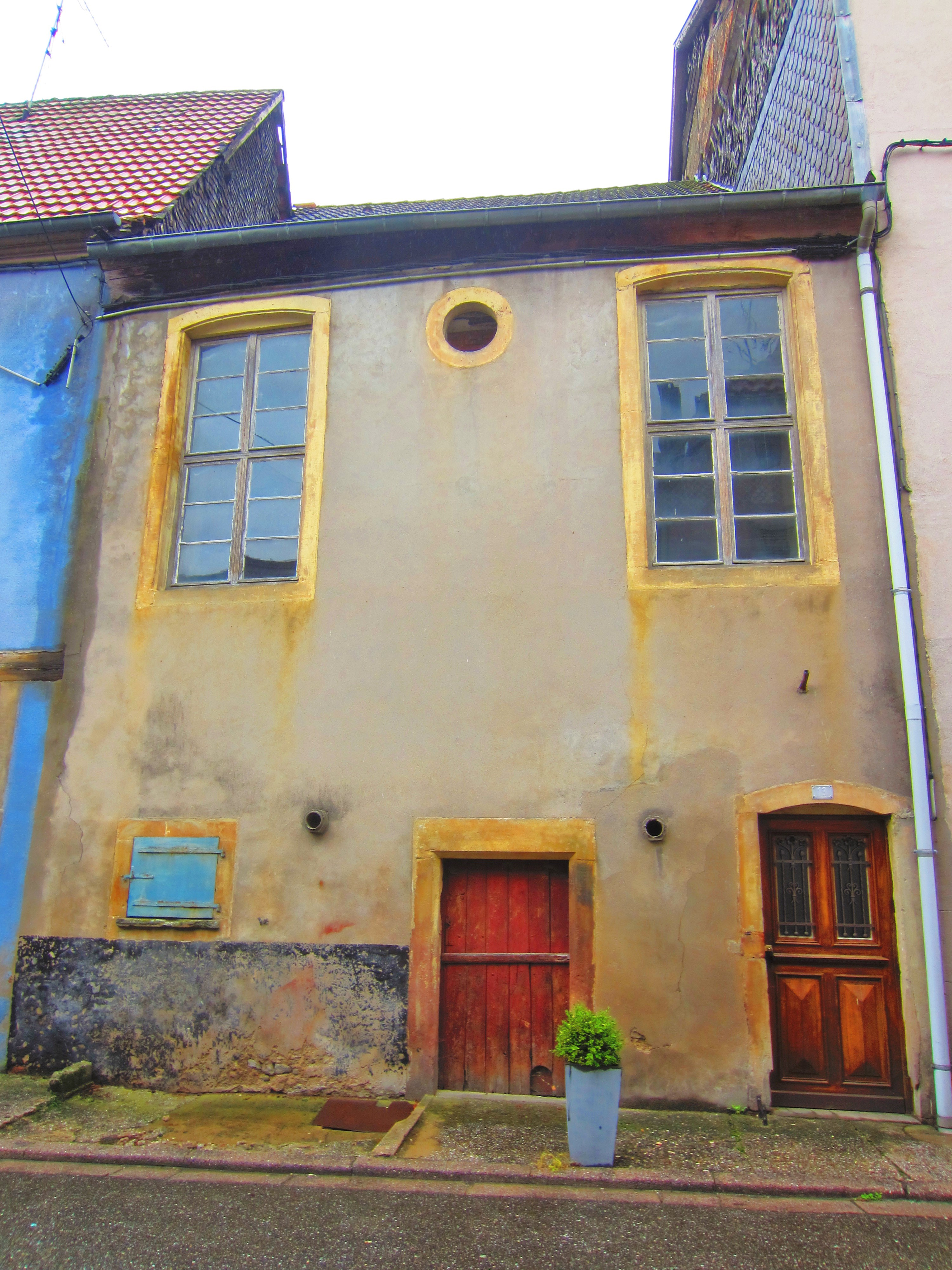
Synagoge in Fénétrange

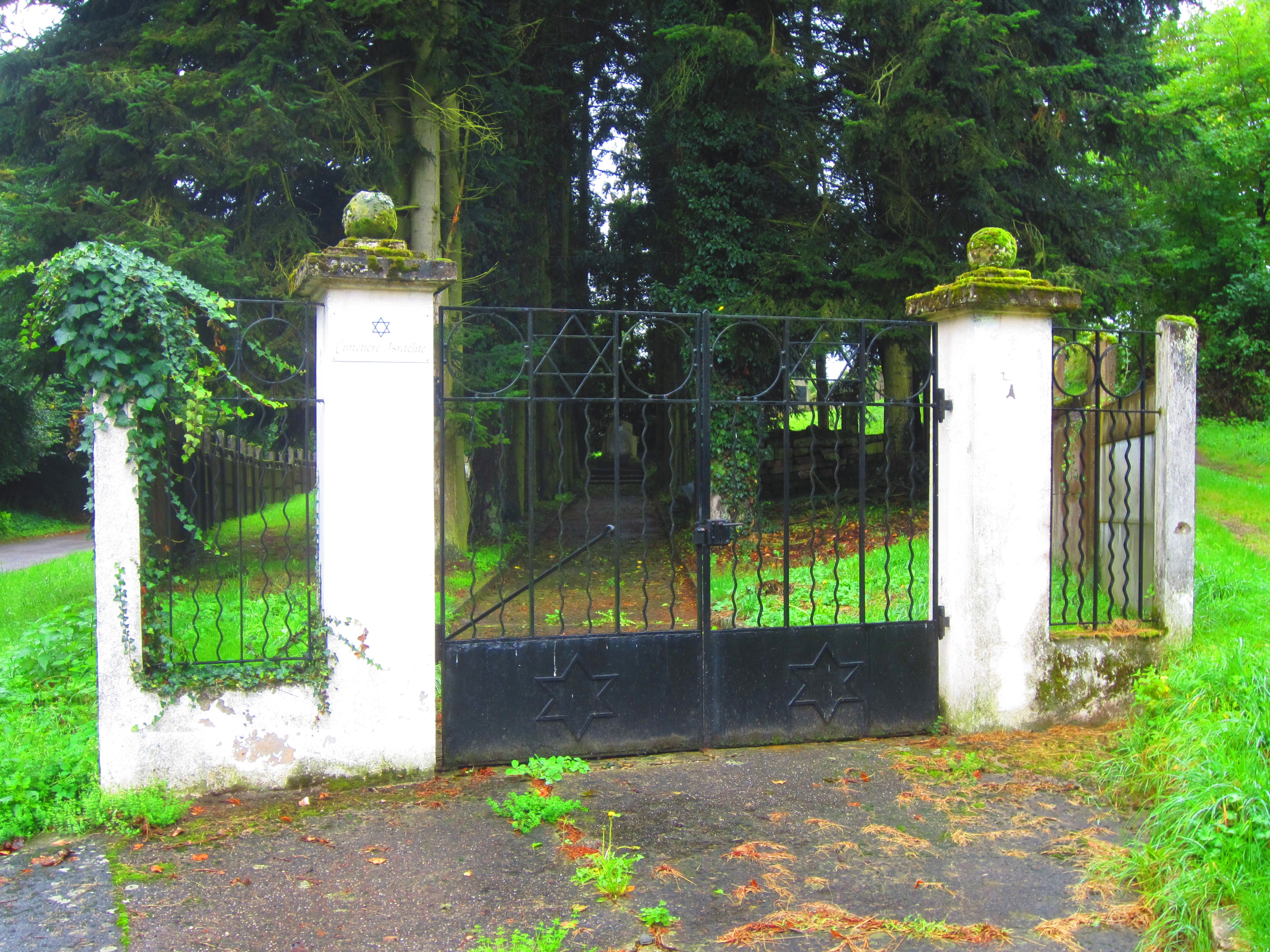
Jüdischer Friedhof in Fénétrange

Eine Jüdische Gemeinde in Fénétrange, einer französischen Gemeinde im Département Moselle in Lothringen, bestand spätestens seit dem 18. Jahrhundert.

## Geschichte
Die jüdische Gemeinde von Fénétrange entstand spätestens im 18. Jahrhundert, denn aus dieser Zeit sind die ältesten Grabsteine (Mazevot) des jüdischen Friedhofs.  
Die Synagoge, in der Rue du Vieux Pensionnat gleich bei der Rue des Juifs (Judengasse), wurde 1866 erbaut und 1979 verkauft. Sie dient heute als Remise, aber die Frauenempore ist noch vorhanden. Der Toraschrein aus skulptiertem Stein wurde dem Museum in Metz gegeben. Die jüdische Gemeinde gehörte ab 1808 zum israelitischen Konsistorialbezirk Metz.

## Friedhof
Der jüdische Friedhof befindet sich in der Flur Gros Chêne.  Er wurde während des Zweiten Weltkriegs von den deutschen Besatzern geschändet.